# مرخ
المرخ (الاسم العلمي Leptadenia)، جنس نباتات من فصيلة الدفلية، وصف لأول مرة بأنه جنس في عام 1810. مواطنه في أفريقيا، بما في ذلك مدغشقر، وكذلك جنوب غرب آسيا وشبه الجزيرة العربية وشبه القارة الهندية.
الأنواع
1. Leptadenia arborea (Forssk.) Schweinf. - السودان، وإثيوبيا
2. Leptadenia lancifolia (Schumach. & Thonn.) Decne. - أفريقيا الاستوائية
3. مرخ مدغشقري Decne. - مدغشقر
4. مرخ ناري (Forssk.) Decne. - ذات انتشار واسع من الجزائر إلى الجزيرة العربية حتى شبه القارة الهندية
5. Leptadenia reticulata (Retz.) Wight & Arn. - مدغشقر

الأنواع السابقة التي نُقلت إلى أجناس أخرى
1. Leptadenia elliptica Blume synonym of Genianthus ellipticus (Blume) Bakh. f.
2. Leptadenia visciformis Vatke synonym of Periploca visciformis (Vatke) K. Schum.